# Pierre Monteux
Pierre Benjamin Monteux, (París (França), 4 d'abril, 1875 - Hancock (Maine, Estats Units), 1 de juliol, 1964) fou un músic francès, naturalitzat americà l'any 1942. Al costat de la seva brillant carrera com a director d'orquestra, va tenir una important activitat educativa, tant a França com als Estats Units.

## Biografia
Nascut en una família jueva del Comtat Venaissí, Pierre Monteux va estudiar violí des dels sis anys. Tres anys més tard, ingressa al Conservatori de París, a les classes de música de cambra i viola de Benjamin Godard i d'harmonia de Albert Lavignac. El 1896, va guanyar el primer premi de violí, el mateix any que Jacques Thibaud. Dels catorze als disset anys, animat pel seu germà gran, va treballar com a segon violí a les Folies Bergère.
Als disset anys es va incorporar al "Quartet Geloso", on va interpretar la part de viola, i així va viatjar per França, però també per Bèlgica, Suïssa, Itàlia, Alemanya i Àustria, on el conjunt té l'oportunitat d'actuar amb la presència de Johannes Brahms, que felicita els joves intèrprets francesos. Paral·lelament, també va freqüentar Pau Casals, Georges Enesco i Alfred Cortot, amb els quals va fer una gira de concerts i va establir una sòlida amistat.
Mentre va romandre amb el quartet Geloso fins al 1911, de 1893 a 1912 va ocupar el càrrec de viola principal dels "Concerts Colonne", l'orquestra parisenca més reconeguda de l'època. Va ser amb Édouard Colonne que Monteux va aprendre, en la seva posició de violista, els fonaments de la seva tècnica de direcció. Va participar en la creació de diverses obres, entre les quals, a l'Opéra-Comique, Pelléas et Mélisande de Claude Debussy (ell és l'ajudant d'André Messager).
Després d'un breu període militar, va ser contractat al "Théâtre de l'Odéon", on va dirigir obres de Bizet, Pierné i Bruneau.
A partir de 1902, cada estiu, també va ser violinista a l'orquestra del "Casino de Dieppe", on, per a la temporada 1904, se li va demanar que dirigís obres importants del repertori líric, música de ballet i partitures simfòniques que seran la base de el seu ampli repertori. L'any 1906 va obtenir el seu primer càrrec de cap titular.
El 1911 va ser contractat per Serguei Diàguilev per dirigir l'orquestra dels "Ballets Russos", en substitució de Gabriel Pierné, i va oferir l'estrena de Petruixka d'Igor Stravinski (13 de juny de 1911). Després, sota la seva batuta, van arribar les obres mestres: Daphnis et Chloé de Ravel (8 de juny de 1912), Jeux de Claude Debussy (15 de maig de 1913), La consagració de la primavera de Stravinski (29 de maig de 1913). Al llarg de la seva carrera, Monteux va ser especialment apreciat per la qualitat de les seves interpretacions de la música francesa i russa.

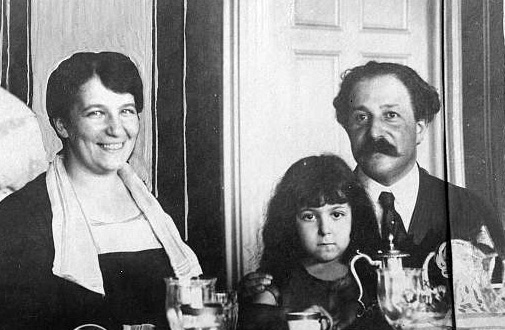
Els Monteux, Germaine, Denise i Pierre Monteux, cap al 1919.

Durant la temporada 1913-1914, va crear Le Rossignol de Stravinski a l'Òpera de París i va dirigir l'estrena europea dEl gall d'or (Zolotoi petuixok) de Rimski-Korsakov. El 1914 fou mobilitzat i participà en la primera batalla del Marne. El 1916, els Ballets Russos havien de girar pels Estats Units. Després de dures discussions amb les autoritats militars, i gràcies a la intervenció de Cortot, un indulgent va permetre a Monteux acompanyar la companyia de ballet als Estats Units, on va romandre fins al 1924.
Convidat durant dues temporades al Metropolitan Opera de Nova York, va dirigir diverses obres del repertori francès, així com l'estrena americana de Zolotoi petuixok (El gall d'or). A partir de 1919, va reorganitzar l'Orquestra Simfònica de Boston, que es va veure privada dels seus músics alemanys, que havien tornat a Europa a l'inici de la Primera Guerra Mundial, i sotmesa a conflictes sindicals, que li van valer la fama d'"orquestra constructora". Aquests dos períodes contribuiran fortament a l'immens prestigi del mestre als Estats Units.
El 1924, de tornada a França, va tornar a dirigir l'orquestra Ballets Russes, després va acceptar la co-direcció de l'Orquestra del Concertgebouw d'Amsterdam per invitació de Willem Mengelberg. El 1929 se li va confiar la direcció de l'Orquestra Simfònica de París, fundada l'any anterior; en serà el director permanent fins al 1938. El primer any va crear el Concert champêtre de Poulenc per a clavecí i orquestra, amb Wanda Landowska com a solista (3 de maig de 1929), així com la Tercera Simfonia de Prokófiev (17 de maig de 1929). Aleshores va ser un dels primers residents de la ciutat de Cite Montmartre-aux-artistes, des d'on va donar classes a estudiants com Charles Bruck i Marcel Landowski.
El 1934, Monteux, tornat als Estats Units per a una sèrie de concerts a Los Angeles, se li va oferir, a proposta d'Otto Klemperer, la direcció de l'Orquestra Simfònica de San Francisco, càrrec que va ocupar des de 1934 el 1952. El 1937, en Nova York, la NBC li va demanar que preparés els primers concerts de l'orquestra simfònica que acabada de formar per a Arturo Toscanini.
El 1942 va adoptar la ciutadania nord-americana. El 1943, va fundar una escola de direcció a Hancock, Maine, on es va establir amb la seva tercera dona, la cantant Doris Hodgkins. Lorin Maazel, Neville Marriner i David Zinman, entre d'altres, van assistir a aquesta escola. A principis dels anys 50 també va tenir com a estudiant a San Francisco el jove André Previn, que aleshores hi feia el servei militar.
Pel seu vuitanta aniversari, Igor Stravinsky li va dedicar el Greetings prelude. El 1961, als vuitanta-sis anys, va acceptar la direcció de la prestigiosa London Symphony Orchestra. Va morir l'1 de juliol de 1964 a Hancock, envoltat de membres de la seva família. La seva vídua va morir el 1984. És el pare del flautista i director d'orquestra Claude Monteux.
A diferència dels seus contemporanis Wilhelm Furtwängler i Toscanini, va deixar nombrosos enregistraments estereofònics d'excel·lent qualitat tècnica que van ser realitzats per RCA Victor, Decca, Philips i, finalment, l'International Record Guild (Sala de concerts).
Pierre Monteux és un dels rars artistes d'origen francès que ha estat guardonat amb una estrella al Passeig de la Fama de Hollywood a Los Angeles.

## Article relacionat
- Escola Pierre Monteux-(francès)